# Grashalmdoder
De grashalmdoder (Geaumannomyces graminis var. graminis) is een parasitaire schimmel die planten aantast. De schimmel behoort tot de familie Magnaporthaceae.

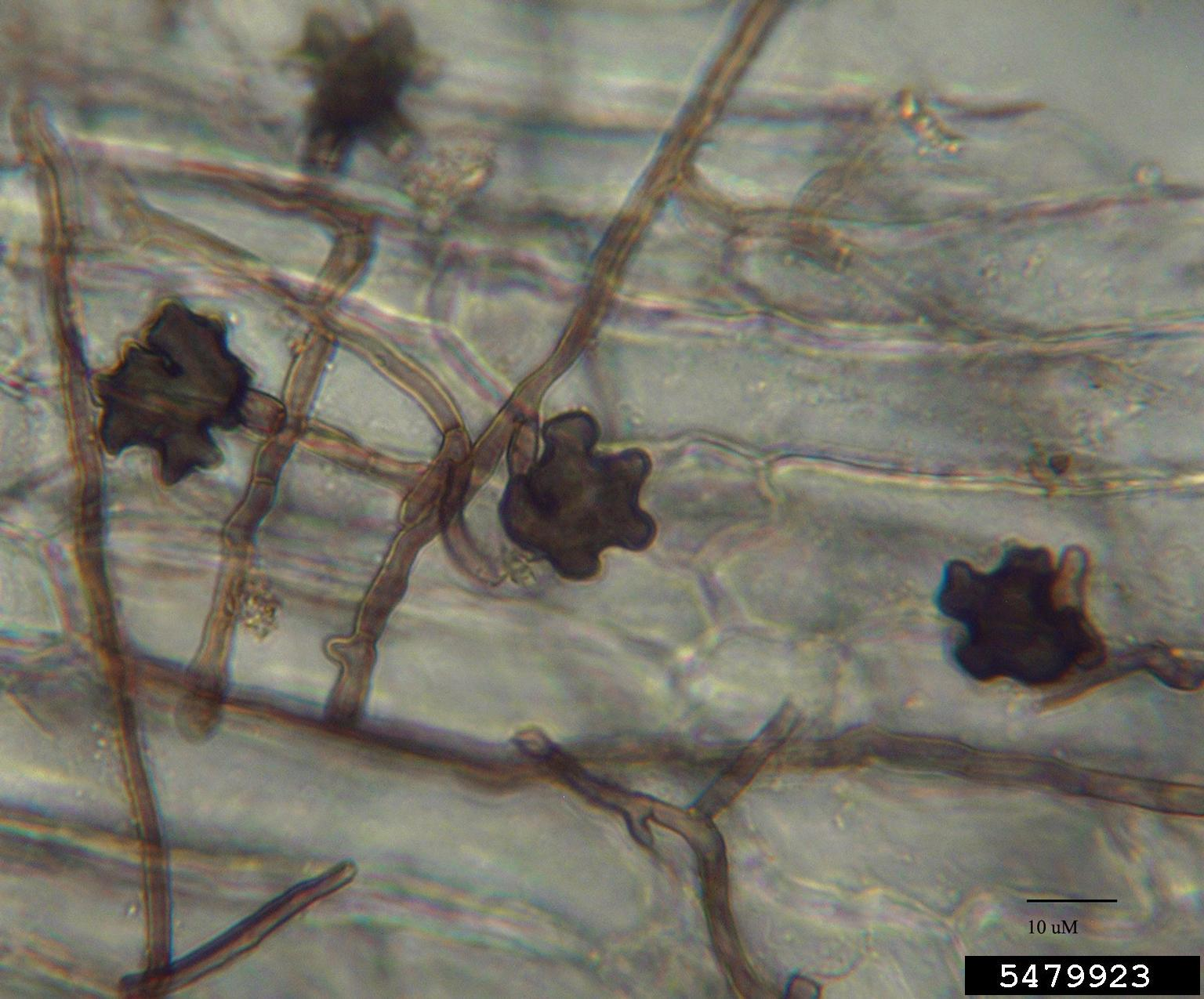
Grashalmdoder op Cenchrus setaceus met donker gekleurde schimmeldraden en gelobde hyphopodia (schimmeldraden met haustorium)

Op de wortels en het onderste halmlid van rijst en sommige grassen wordt een zwarte schimmellaag gevormd. De schimmel blijft over op de stoppels en resten van stro. De schimmel infecteert het wortelweefsel van jonge planten en kan zich vooral van plant naar plant verspreiden door schimmeldraden die door de grond groeien, vandaar dat de ziekte vaak pleksgewijs optreedt. Er worden gelobde hyphopodia (schimmeldraden met haustoriën) gevormd. Ook kan de schimmel verspreid worden door de 80–105 µm grote ascosporen, maar dit komt veel minder vaak voor. De schimmel blokkeert het xyleem van de planten en vermindert de opname van water. Vroege symptomen van de ziekte zijn onder meer witachtig verkleurde aren of halmen, verminderde groei en vroegtijdige afrijping. De aangetaste wortels zijn zwart en de planten zijn gemakkelijk uit de grond te trekken. De aangetaste rijstplant krijgt een oranje kleur.